# کربا-نویدورف
کربا-نویدورف (به آلمانی: Kreba-Neudorf) یک شهر در آلمان است که در گورلیتس واقع شده‌است. کربا-نویدورف ۱٬۰۳۹ نفر جمعیت دارد.